# Aeroporto di Lubango
L'Aeroporto di Lubango, indicato anche come Aeroporto di Lubango Mukanka e Aeroporto Internazionale di Mukanka, (IATA: SDD, ICAO: FNUB) è un aeroporto angolano sito a Mukanka e che serve Lubango, capoluogo della Provincia di Huíla.
La struttura è posta all'altitudine di 1 761 m s.l.m. (5 778 ft), costituita da un terminal, edificio che integra la torre di controllo e da una pista con superficie in asfalto, lunga 2 917 m e larga 45 m (9 570 x 148 ft) e orientamento 10/28, equipaggiata con dispositivi di illuminazione di assistenza all'atterraggio.
L'aeroporto, inaugurato il 29 dicembre 2009, è di proprietà del governo angolano, effettua servizio esclusivamente diurno ed è aperto al traffico commerciale.

## Incidenti
- L'8 novembre 1983 un Boeing 737 della TAAG Angola Airlines impattò a terra poco dopo il decollo. Tutti i 130 passeggeri e i membri dell'equipaggio che si trovavano a bordo rimasero uccisi.[4]